# Connect-R
Connect-R, pseudonimo di Ștefan Relu Mihalache (Bucarest, 9 giugno 1982), è un cantante e produttore discografico rumeno.
Ex ballerino ed occasionalmente anche attore, ha rappresentato la Moldavia all'Eurovision Song Contest 2006 e collaborato con numerosi artisti tra i quali: Arsenium, Alex Velea, Paula Seling, Mandinga e DJ Project.

## Biografia
Nato il 9 giugno 1982 a Bucarest e di origini Rom, ha iniziato ad otto anni come ballerino, nel gruppo di danza moderna Primavara. Coltiva fin da giovanissimo anche la passione per il genere musicale hip hop, ascoltando le canzoni dei Fugees, Jeru The Damaja, Nas, Non-Fiction e Wu Tang.

### Gli inizi della carriera musicale
Nel 1997 registra la sua prima canzone dal titolo Observ (Osservo) insieme al gruppo musicale Giganzii; segue nel 1999 il singolo Operatie Pe Suflet Deschis (Operazione a cuore aperto) che raggiunge il secondo posto nella top 50 di Radio Contact. Nel 2000 fonda il gruppo VeritaSaga, che però abbandona presto.

#### Carriera con i R.A.C.L.A.
La prima collaborazione importante, durata cinque anni, è con il gruppo dei R.A.C.L.A.. Dopo la pubblicazione del singolo Fara nume (Senza nome), compone gli album discografici Pătratul Roșu (Il quadrato rosso) e Dexteritate (Destrezza).

### Successo solista
Lasciato il gruppo, nel 2006 partecipa all'Eurovision Song Contest di quell'anno insieme ad Arsenium (ex-membro degli O-Zone) e Natalia Gordienko, rappresentando la Moldavia con la canzone Loca: è il primo rapper a salire sul palco dell'Eurovision. La canzone riuscì solamente a raggiungere la 20ª posizione nella finale con un totale di 22 punti.
Nel contempo, è presente con sei canzoni nella playlist di Radio 21. Nel 2007, dopo diverse collaborazioni, pubblica l'album Burning Love, contenente 16 canzoni tra hip hop, R&B e Soul. Nell'ottobre 2008 pubblica il videoclip del secondo singolo estratto dall'album, diretto da Iulian Moga e Florin Botea; la canzone Burning Love, omonima dell'album, diventa la hit del 2009.  All'inizio dello stesso anno, pubblica il singolo Murderer.
Nel 2010 viene candidato nuovamente all'Eurovision Song Contest, ma il suo brano Surrender, insieme ad Anda Adam, pur avendo il consenso online, non ottiene i voti necessari per la selezione.
A dicembre 2012 esce il singolo Love is the way che raggiunge un discreto successo. Nello stesso anno esce Vara nu dorm (Non dormo d'estate), pubblicato come singolo e che ebbe immenso successo e arrivò in testa alle classifiche musicali rumene.
Lungo gli anni 2010 pubblica diversi singoli, sia in inglese sia in rumeno, alcuni riuniti in album in studio o mixtape. Tra le collaborazioni più notevoli vi sono i Mandinga, DJ Sava, Alex Velea, DJ Project, Smiley e Raluka, con cui produce il singolo Lasă-mă Să Te... (Lascia che io ti...) nel 2023 che ha avuto successo.

## Altre attività

### Produttore
È anche produttore discografico: ha fondato l'etichetta discografica Rappin 'On Production insieme a Chris Mayer e Nick Kamarera, con cui ha pubblicato i suoi progetti e quelli di altri cantanti.

### Attore
Nel 2007 e 2008 collabora con Loredana per produrre la colonna sonora delle telenovele rumene Inimă de țigan e Regina, mostrate sul canale televisivo Pro 2. Nel 2021 partecipa come guest star ad Asia Express su Antena 1, parodia rumena dello show Pechino Express dove si piazza ottavo in competizione.

### Attivista
Dal 2010 lavora per migliorare la situazione dei Rom che vivono in Romania, battendosi per i loro diritti e incoraggiando i più giovani attraverso diversi progetti e iniziative.

## Premi
È stato candidato, insieme a Dan Bălan agli MTV Europe Music Awards 2010 nella categoria miglior artista rumeno, ma non hanno vinto.

## Discografia

### Album

#### R.A.C.L.A.
- Pătratul Roșu (2001)
- DEXteritate (2005)

#### Solista
- Burning Love / Dacă dragostea dispare (2007)
- From Nothing to Something (2012)
- Drăgostit (2016)
- Înapoi la zero (2021)

### Singoli
Piazzamenti rilevanti in classifica sono mostrati con il relativo paese
- O Lacrima Pentru Pamant (R.A.C.L.A.) (2004)
- Loca (feat. Arsenium & Natalia Gordienko) (2006)
- Șatra În Asfințit (feat. Loredana) (2007)
- Dacă dragostea dispare (feat. Alex Velea) (2007)
- Sunshine (feat. DJ Sava) (2008)
- Burning Love (2009) 3
- Americandrim (feat. Puya) (2010)
- Still (feat. Chris Mayer) (2010)
- Surrender (feat. Anda Adam) (2010)
- Ring the Alarm (2011)
- Love is the Way (2012)
- Vara nu dorm (2012) 1
- From Nothing To Something (2012)
- Vedeta mea (feat. Cortes) (2013)
- Dă-te-n dragostea mea (2013)
- Noi ne potrivim (2013)
- Tren de noapte (2014)
- Rece ca decembrie (2015)
- What It Is! (2017)
- Conectat cu Universul (2019)
- Înapoi la zero (feat. Liviu Teodorescu & Cedry2k) (2020)
- Totul sau nimic (2020)
- Rita (feat. Smiley) (2021)
- Lasă-mă Să Te... (feat. Raluka) (2023)
- Un simplu om (feat. C.T.C.) (2023)
- Pe Repeat (feat. Raluka) (2024)